# Árni Páll Árnason

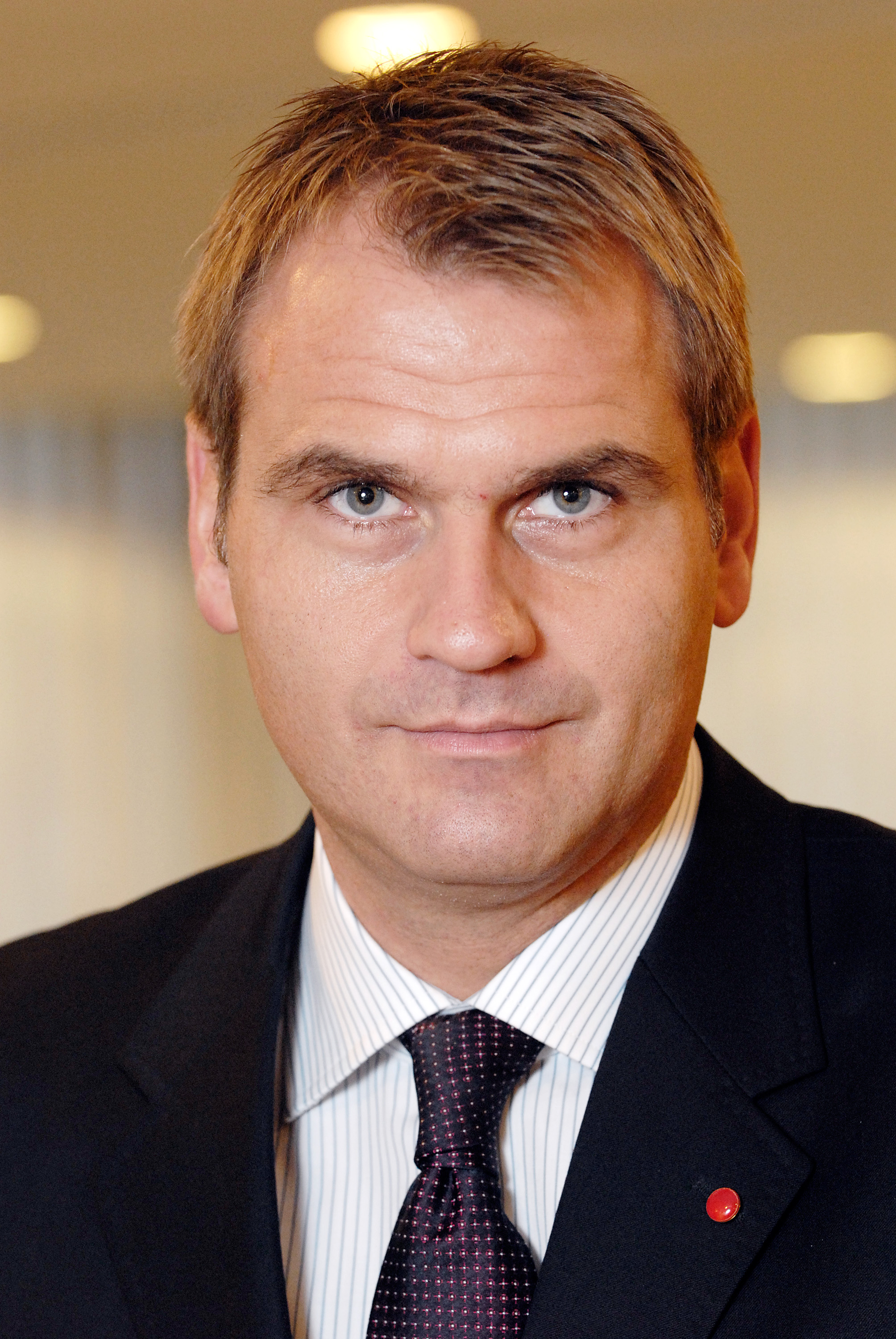
Árni Páll Árnason

Árni Páll Árnason (* 23. Mai 1966 in Reykjavík) ist ein isländischer Politiker (Allianz). Er war von 2009 bis 2010 Sozialminister und von 2010 bis 2011 Wirtschaftsminister in der Regierung Jóhanna Sigurðardóttir II.
Árni Páll schloss 1991 ein Studium der Rechtswissenschaft an der Universität Island ab. Von 1991 bis 1992 studierte er Europarecht am College of Europe in Brügge, Belgien. Von 1992 bis 1994 war Árni Páll als Berater des damaligen isländischen Außenministers Jón Baldvin Hannibalsson tätig. Danach wirkte er unter anderem als Erster Sekretär der isländischen Delegation zur NATO und der Westeuropäischen Union in Brüssel und vertrat von 1995 bis 1998 Island im Politischen Komitee der NATO. Von 1998 bis 2007 war er als Anwalt mit eigener Praxis tätig, nachdem er 1997 die Zulassung als Amtsgerichts-Anwalt (héraðsdómslögmaður) erhalten hatte.
Von 2007 bis 2016 war er Abgeordneter des isländischen Parlaments Althing für den Südwestlichen Wahlkreis. Im Februar 2013 wurde er mit 62 % der Delegiertenstimmen als Nachfolger von Jóhanna Sigurdardóttir zum Parteivorsitzenden gewählt. In diesem Amt löste ihn im Juni 2016 Oddný G. Harðardóttir ab, nachdem er nicht zur Wiederwahl angetreten war.
Seit 2022 ist er isländisches Mitglied des Kollegiums der EFTA-Überwachungsbehörde.